# Abdelwahid Aboud Mackaye
Abdelwahid Aboud Mackaye (nascido em 1953)  é um líder insurgente chadiano envolvido numa guerra para depor o presidente chadiano Idriss Déby. Originalmente um combatente na milícia do Conselho Democrático Revolucionário (CDR) durante a Guerra Civil do Chade (1965–1979). Sob Déby, tornou-se um funcionário público antes de desertar para os rebeldes em 2003. Depois de estar por um tempo primeiro na Frente Unida para a Mudança Democrática (FUC) e depois na União das Forças para a Democracia e o Desenvolvimento (UFDD), fundou em 2007 a UFDD-Fundamental, que participou em fevereiro de 2008 do malsucedido ataque a N'Djamena.

## Biografia
Um árabe missiria, Abdelwahid nasceu em 1953 perto de Oum Hadjer em Batha. Lutou como militante do CDR em 1980 na Segunda Batalha de N'Djamena, em que o Presidente Goukouni Oueddei enfrentou o seu Ministro da Defesa Hissène Habré; durante o confronto, Abdelwahid foi ferido e, a partir de então, sempre mancou. Posteriormente tornou-se funcionário público, ocupando no governo de Idriss Déby o cargo de subprefeito.
Em 2003, Abdelwahid rompeu com Déby e passou para a rebelião aberta. Tornou-se secretário-geral do grupo rebelde chadiano FIDEL e, após a união do grupo com outras organizações, um dos líderes da recém-formada aliança rebelde Frente Unida para a Mudança Democrática (FUC), fundada em dezembro de 2005 e sob a presidência de Mahamat Nour Abdelkerim.
Em 19 de janeiro de 2006, Abdelwahid foi preso, junto com outros dezenove rebeldes, após participar de uma entrevista à Radio France Internationale, na capital sudanesa Cartum, na qual afirmou que "as relações da FUC com o governo sudanês são amigáveis - muito estreitas", e argumentou que isso estava de acordo com a tradição sob a qual sucessivas rebeliões chadianas tomaram o poder com algum grau de apoio de Cartum. O governo sudanês negava repetidamente a acusação do presidente chadiano Idriss Déby de que o governo sudanês fornecia apoio financeiro e material à FUC. Ele foi libertado da prisão pouco depois.
Abdelwahid organizou em abril junto com Nour o ataque à capital, que terminou em derrota para os rebeldes. Durante esses dias, Déby - com receio de conluio com os rebeldes - prendeu o general Ahmat Fadoul Makaye, vice-chefe do Estado-Maior do exército chadiano e primo de Abdelwahid. Ele foi inocentado de todas as suspeitas e libertado três dias depois. Este último foi afastado no dia 26 de setembro com Issa Moussa Tamboulé do bureau político da FUC; ele era supostamente suspeito de conspirar secretamente com o governo de Déby. Na mesma época, Abdelwahid, que representava uma facção árabe cada vez mais hostil a Nour desde seu ataque fracassado, usou sua posição de secretário-geral para destituir Nour.
Em seguida, Abdelwahid com um grupo de dissidentes da FUC uniu-se ao Conselho Democrático Revolucionário (CDR) de Acheikh ibn Oumar e à União das Forças para o Progresso e a Democracia (UFPD) de Mahamat Nouri para fundar em 22 de outubro a União das Forças para a Democracia e o Desenvolvimento (UFDD) .
Em abril de 2007, uma grande crise abalou a UFDD, quando o vice-presidente Acheikh ibn Oumar exigiu de Nouri um papel importante para seus homens no aparato do movimento. Nouri recusou e expulsou Acheikh e consolidou o controle de sua etnia, os Gorane, sobre a UFDD.
Depois de Acheikh, também Abdelwahid, desejoso por retomar sua liberdade de movimento, deixou a UFDD e fundou em maio com Acheikh um novo grupo armado, a União das Forças pela Democracia e Desenvolvimento-Fundamental (UFDD-F), um grupo dominado por árabes estimado em cerca de 500 militantes.
Abdelwahid participou das negociações de paz realizadas por meio da mediação líbia em Trípoli entre o governo chadiano e os líderes de quatro movimentos rebeldes, a UFDD com Nouri, o Rassemblement des Forces pour le Changement (RFC) com Timane Erdimi, a Concórdia Nacional do Chade com Hassan Saleh al-Djinedi e a UFDD-F. No início das negociações em 23 de junho, Abdelwahid afirmou que "o problema é principalmente de ordem constitucional", acrescentando que "exigem uma revisão da constituição para reabrir o caminho para a transição". Uma etapa importante nas negociações foi alcançada em 3 de outubro, quando o governo e os quatro grupos rebeldes assinaram um acordo em Trípoli sobre a divisão do poder no governo e a integração das forças rebeldes no exército chadiano. Entre os líderes rebeldes, Abdelwahid foi o único a chamar o documento assinado de "acordo definitivo", enquanto os outros o consideraram apenas provisório. Devido à objeção deste último, os quatro líderes rebeldes assinaram em 25 de outubro um novo acordo em Surt, presumivelmente definitivo, segundo o qual os movimentos armados se desarmariam em novembro e se tornariam partidos políticos.
O acordo foi rompido já em 26 de novembro, dando lugar a violentos combates entre os rebeldes e o governo. Em dezembro, devido às pressões sudanesas, reaproximou-se de Nouri e Erdimi, formando com eles em meados de dezembro um Comando Militar Unificado com Abderahman Koulamallah como porta-voz. Abdelwahit afirmou que depois que suas bases no Sudão foram atacadas duas vezes pela Força Aérea do Chade, primeiro em 28 de dezembro e depois em 6 de janeiro de 2008.
No final de janeiro, os três líderes rebeldes colocaram no terreno 3.000 homens para um ataque à capital na tentativa de acertar as contas com Déby de uma vez por todas. As forças chegam à capital, mas são derrotadas após uma batalha que deixa 160 mortos no terreno, obrigando os rebeldes a recuar.